# Gledališče Ane Monro
Gledališče Ane Monro je slovensko alternativno gledališče.
Začetki gledališča segajo v leto 1978, ko sta Andrej Rozman - Roza in kipar Marko Kovačič ustanovila skupino z imenom Pocestno gledališče Predrazpadom, ki pa je zaradi neposluha s strani oblasti razpadlo že pred prvo predstavo. To naj bi skupina izvedla kot gledališko procesijo skozi Ljubljano. 
Leta 1981 sta Roza in Kovačič dobila vabilo, da bi v prednovoletnem času nastopala na turneji skupaj s punk skupinama d'Pravda in Orkester Titanik. Repertoar so sestavljali trije songi in zgodba o vitezu, ki zapusti svojo drago. Zgodbo sta igralca iz nastopa v nastop dopolnjevala in razvijala, kasneje pa se je gladlišču pridružil še tretji član, gledališče pa je dobilo sedanje ime. Iz zgodbe o vitezu je takrat nastala samostojna predstava z naslovom 1492 ali Ali lahko predvojna striptizeta danes še sploh kaj pokaže.
Leta 1983 je Andrej Rozman napisal manifest gledališča, v katerem se le-to zavezuje k tradiciji commedie dell'arte, kitajske opere, ameriške burleske, ruske avantgarde, cirkusa, povorke... Prepoznavnost gledališča Ane Monro je vztrajanje pri neobvezni igri, procesu asociacij, improvizaciji, gegih, reinterpretaciji žanrov in humorju, ki nima namena menjati sveta, temveč samo prevračati ustaljene vzorce obnašanja ljudi.
Gledališče Ane Monro v veliki meri temelji na improvizaciji igre, zaslužno pa je tudi za razvoj državne Impro lige ter festivala Ana Desetnica.

## Člani
- Andrej Rozman - Roza
- Marko Kovačič
- Mojca Dimec
- Goro Osojnik
- Žiga Saksida
- Borut Cajnko
- Primož Ekart
- Breda Krumpak
- Janez Habič - Johnny
- Matjaž Ocvirk
- Drago Milinovič

## Nagrade
- Župančičeva nagrada (1993)